# Bougouni
Bougouni város Maliban, a délre fekvő Sikasso régióban. Lakossága meghaladja a 35 000 főt, ezzel adminisztratív központja Bougouni körzetnek. Főleg fulbék (fulák) és bambarák lakják.

## Történelme
A mai Bougouni helyén régóta létezett egy kis település, de a mostani formáját a franciák alakították ki a gyarmatosítás folyamán. Francia-Szudán részeként 1894-ben Bougouni adminisztratív központtá lépett elő Lieutenant Gouraud kormányzása alatt. Emiatt a városban rengeteg archívumot őriztek meg a gyarmatosítás idejéből, de ezek 1991-ben, a Moussa Traoré elnök elleni felkelés során kialakult tűzvészben elvesztek.
1985 óta a franciaországi Aurillac testvérvárosi kapcsolatot ápol Bougounival.

## Földrajz
A város 170 km-re délre fekszik az ország fővárosától, Bamakótól, valamint 210 km-re nyugatra Sikassótól. Éghajlatára a trópusi hatások jellemzőek, így az időjárás egész évben meleg és csapadékos. Ennek köszönhetően jól jövedelmező mezőgazdaság alakult ki, főleg a városkörnyéki gyapottermesztés jelentős.

### Fordítás
Ez a szócikk részben vagy egészben  a   Bougouni című angol Wikipédia-szócikk ezen változatának fordításán alapul.  Az eredeti cikk szerkesztőit annak laptörténete sorolja fel. Ez a jelzés csupán a megfogalmazás eredetét és a szerzői jogokat jelzi, nem szolgál a cikkben szereplő információk forrásmegjelöléseként.